# Julcuy
Julcuy ist eine Ortschaft und eine Parroquia rural („ländliches Kirchspiel“) im Kanton Jipijapa der ecuadorianischen Provinz Manabí. Die Parroquia besitzt eine Fläche von 304,2 km². Die Einwohnerzahl lag im Jahr 2010 bei 2175.

## Lage
Die Parroquia Julcuy liegt in einer Savannenlandschaft an der Westflanke der Cordillera Costanera etwa 15 km von der Pazifikküste entfernt. Der etwa 230 m hoch gelegene Hauptort Julcuy befindet sich 14 km südsüdwestlich des Kantonshauptortes Jipijapa. Eine 9,5 km lange Nebenstraße verbindet den Ort mit der Fernstraße E482 (Pedro Carbo–Jipijapa). Das Areal wird nach Westen zum Pazifik entwässert.
Die Parroquia Julcuy grenzt im Nordosten an Jipijapa, im Osten an die Parroquias La América und El Anegado, im Südosten an die Parroquias Paján (Kanton Paján) und Pedro Pablo Gómez, im äußersten Süden an die Parroquia Manglaralto (Kanton Santa Elena, Provinz Santa Elena), im Westen an die Parroquias Puerto López und Puerto Machalilla (beide im Kanton Puerto López) sowie im Nordwesten an die Parroquia Puerto Cayo.

## Orte und Siedlungen
In der Parroquia gibt es folgende Recintos: El Guarango, El Secal, Agua Pato, La Pila, La Cancagua, Las Piñas, Las Pampas, Carrizal, Soledad, Mero Seco, Cerro de Mero, Barbal, Los Laureles und Las Chacras.

## Geschichte
Julcuy wurde am 25. Juni 1824 erstmals zu einer Parroquia im Kanton Jipijapa erklärt. Anfang des 20. Jahrhunderts verlor Julcuy an Bedeutung und wurde 1917 in die neu gegründete Parroquia Pedro Pablo Gómez integriert. Am 4. März 1938 wurde Julcuy erneut zu einer Parroquia rural. Am 16. März 1956 verlor die Parroquia Julcuy Gebietsteile an die neu gegründete Parroquia El Anegado.

## Ökologie
Der Westen der Parroquia liegt innerhalb des Nationalparks Machalilla.